# Кротендорф
Кротендорф (њем. Crottendorf) општина је у њемачкој савезној држави Саксонија. Једно је од 69 општинских средишта округа Ерцгебирге. Према процјени из 2010. у општини је живјело 4.409 становника. Посједује регионалну шифру (AGS) 14521130.

## Географски и демографски подаци
Кротендорф се налази у савезној држави Саксонија у округу Ерцгебирге. Општина се налази на надморској висини од 650 метара. Површина општине износи 36,5 km². У самом мјесту је, према процјени из 2010. године, живјело 4.409 становника. Просјечна густина становништва износи 121 становника/km².